# Vedi
Vedi (armeană Վեդի) este un oraș din provincia Ararat, Provincia Ararat, Armenia.